# El hombre árbol
El hombre árbol (en neerlandés, Boommens) es un dibujo del pintor neerlandés Hieronymus Bosch conocido como El Bosco. Actualmente se encuentra en el Museo Albertina de Viena. El personaje también aparece en El jardín de las delicias.

## Análisis

### Dibujo original
Representa una enorme figura humana que se balancea con sus "piernas" en forma de árbol sobre dos botes en un lago en un amplio paisaje con un ciervo, una cigüeña, un búho y otras aves. El hombre gigantesco lleva un plato circular con borde dentado con una jarra encima de su cabeza, y dentro de su torso abierto se puede ver una reunión aparentemente festiva alrededor de una mesa redonda. De este agujero sobresale una bandera con una luna creciente. Permanece en la oscuridad el significado exacto de la composición. El mismo tipo de figura híbrida también aparece en el ala derecha del Jardín de las Delicias y en varias pinturas y dibujos de muchos imitadores del Bosco. El torso abierto y hueco con la compañía fiestera dentro recuerda un poco al Concierto en el huevo en el Museo de Bellas Artes de Lille.
Las ramas marchitas que crecen de las "piernas" del hombre probablemente tengan un significado negativo. El predicador franciscano Johannes Brugman, por ejemplo, se compara a sí mismo en un pasaje de su Spread sermoenen con una ramita seca.
En El jardín de las delicias la figura fantástica se integra en una escena del Infierno representando a los condenados entregados a la crueldad de los demonios entre objetos comunes pero a gran tamaño. Su presencia aquí, por tanto, parece incongruente con el idílico paisaje.

### El jardín de las delicias

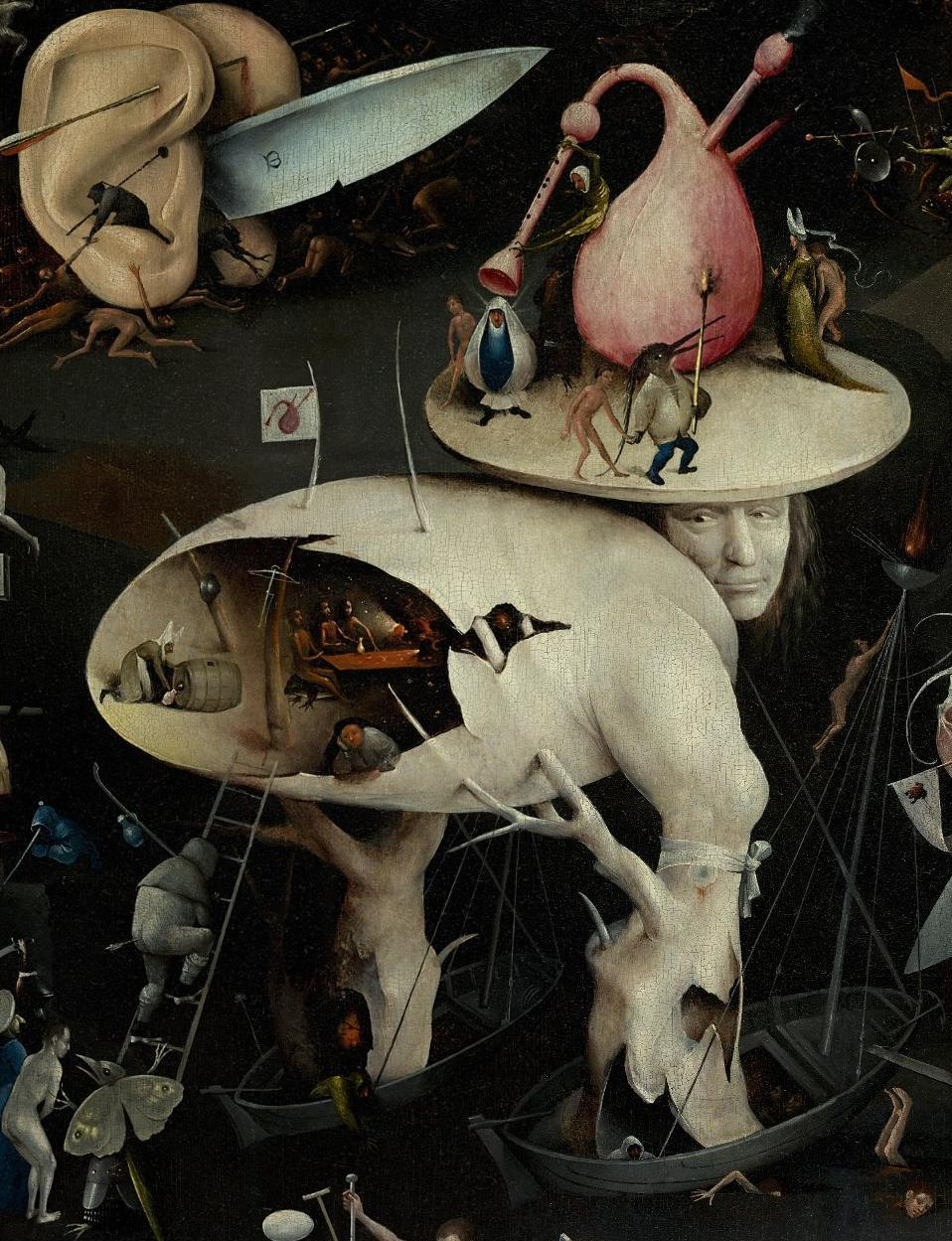
El hombre árbol en el panel derecho de El jardín de las delicias (detalle).

Es la figura central del panel derecho, "el infierno musical". Mira atentamente al espectador. Se ha interpretado en numerosas ocasiones como el rostro del propio artista y que con un torpe vendaje trata de cubrir una llaga producida por la sífilis. Sobre la cabeza lleva un disco, en el que bailan pequeños monstruos junto a una gran gaita la cual posee aspecto de alambique. Su cuerpo es similar a una cáscara de huevo, y en su interior hay más seres. Un personaje sube por la escalera con una flecha clavada en sus nalgas, mientras abajo un monstruo similar a una mariposa tortura a un condenado. Los brazos del hombre-árbol son como troncos y descansan sobre barcas. A su lado, hay un lago congelado, en el que patinan algunos condenados, mientras el hielo se resquebraja. Un caballero es despedazado por una jauría de perros, a su derecha.

## Atribución
El dibujo está firmado "BRUEGHEL" en la parte inferior izquierda. Sin embargo, esta firma se agregó más tarde. La obra ahora se atribuye al Bosco.

## Réplicas y otras versiones
También hay dos versiones dibujadas del Hombre Árbol, una en el Kupferstichkabinett Dresden y otra en la colección Oppenheimer de Londres, y un grabado. Ambos dibujos fueron realizados por un seguidor del Bosco y, presumiblemente, no se basan en el dibujo de la Albertina, sino en la pintura El jardín de las delicias. El grabado se basa en el dibujo. El diseñador de este grabado, sin embargo, ha añadido todo tipo de figuras en primer plano que apuntan en la dirección del hombre árbol.